# Schloss Glienicke

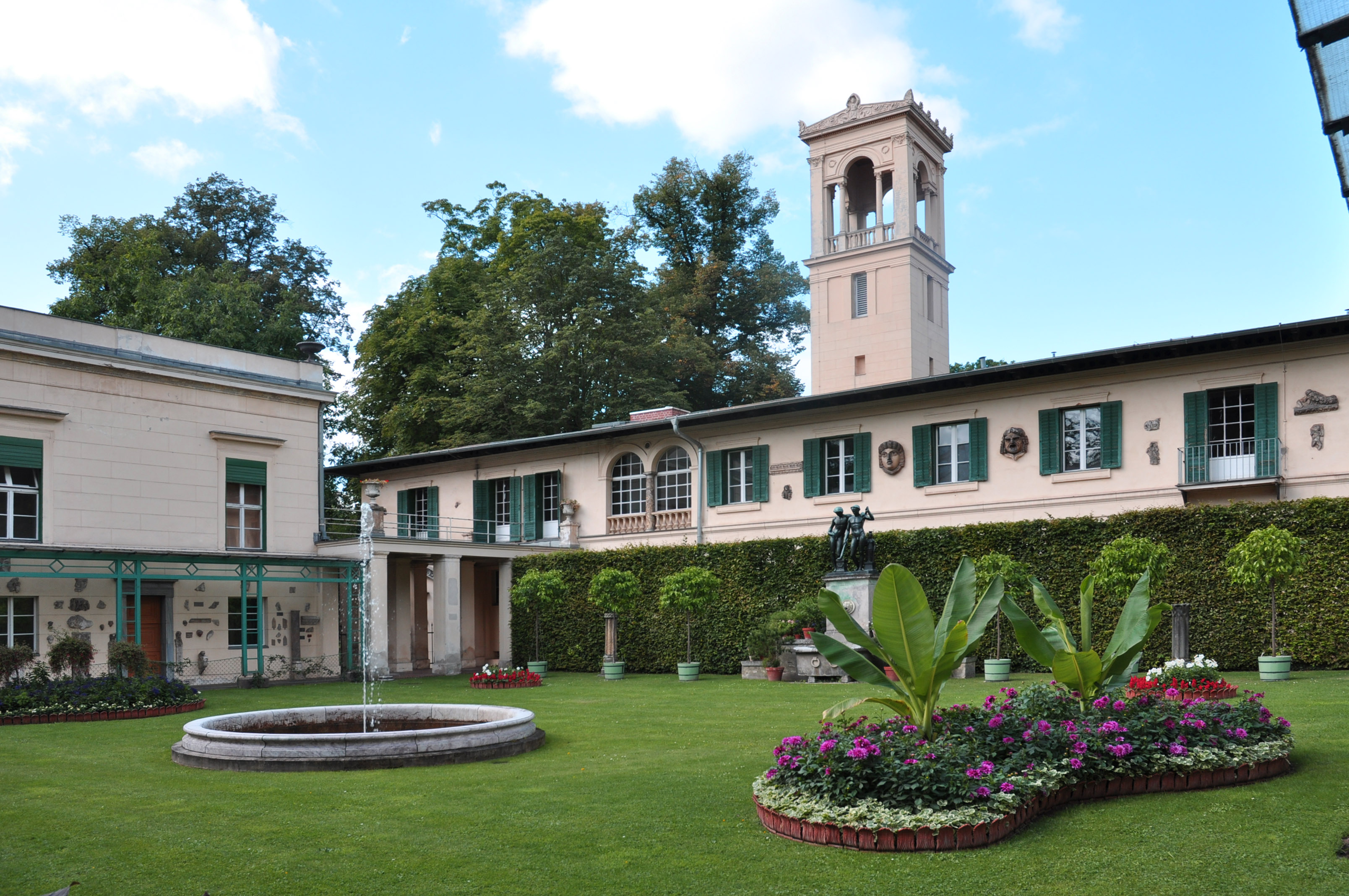
Slottsträdgården

Schloss Glienicke är ett slott i stadsdelen Wannsee i Berlin, beläget nära floden Havel och Glienicker Brücke. 
Slottet uppfördes ursprungligen 1753 som ett gods tillhörande läkaren och hovrådet Johann Jakob Mirow (1700–1776). Slottet fick sitt huvudsakliga nuvarande utseende i klassicistisk stil som sommarslott för prins Karl av Preussen i mitten av 1800-talet, efter ritningar av Karl Friedrich Schinkel och Ludwig Persius; den stora omgivande slottsparken gestaltades av trädgårdsarkitekten Peter Joseph Lenné. Sedan 1990 ingår slottet och den omgivande parken som en del i UNESCO-världsarvet Palats och parker i Potsdam och Berlin.